# Монтеш
Монтеш (порт. Montes) — район (фрегезия) в Португалии, входит в округ Лейрия. Является составной частью муниципалитета Алкобаса. По старому административному делению входил в провинцию Эштремадура. Входит в экономико-статистический субрегион Оэште, который входит в Центральный регион. Население составляет 699 человек на 2001 год. Занимает площадь 6,09 км².
Покровителем района считается Святая Марта (порт. Santa Marta).